# Borowe (rada wiejska Zameczek)
Borowe (ukr.  Борові, Borowi) – wieś na Ukrainie, w obwodzie lwowskim, w rejonie lwowskim. W 2001 roku liczyła 139 mieszkańców.

## Historia
Pod koniec XIX w. przysiółek wsi Zameczek w powiecie żółkiewskim.
Do 2020 w rejonie żółkiewskim.